# Dipoena lindholmi
Espèce
Synonymes
- Lasaeola lindholmi Strand, 1910

Dipoena lindholmi est une espèce d'araignées aranéomorphes de la famille des Theridiidae.

## Distribution
Cette espèce est endémique de Crimée en Ukraine,.

## Étymologie
Cette espèce est nommée en l'honneur de Wilhelm Adolf Lindholm.

## Publication originale
- Strand, 1910 : Einige Arachniden aus der Krim. Jahrbücher des Nassauischen Vereins für Naturkunde, Wiesbaden, vol. 63, p. 114-118 (texte intégral).